# Hasani Ellis
Hasani Ellis (Sint Maarten, 17 augustus 1985) is een Sint Maartens politicus. Van 15 januari tot 25 juni 2018 was hij de plaatsvervangend gevolmachtigd minister van Sint Maarten voor het kabinet-Marlin-Romeo. Van 25 januari 2017 tot 15 januari 2018 was hij ook al plaatsvervangend gevolmachtigd minister van Sint Maarten, toen voor het kabinet-Marlin II. Ellis is enige tijd de voorzitter van de Democratische Partij geweest. Hij heeft in Nederland aan de Fontys Hogeschool en de Haagse Hogeschool onderwijs gevolgd.